# Lynxville, Wisconsin
Lynxville là một làng thuộc quận Crawford, tiểu bang Wisconsin, Hoa Kỳ. Năm 2006, dân số của làng này là 176 người.